# Umut Kaya (Fußballspieler, 1990)
Umut Kaya (* 1. Januar 1990 in Beyoğlu, Istanbul) ist ein türkischer Fußballspieler.

## Karriere

### Verein
Kaya begann mit dem Fußballspielen bei Öz Alibeyköyspor. Im Alter von 15 Jahren wechselte er zu Beşiktaş Istanbul. Hier durchlief er nahezu alle Jugendmannschaften und wurde zur Saison 2008/09 in die zweite Mannschaft aufgenommen. 2010 bekam er seinen ersten professionellen Vertrag und wurde vom Trainer der Profimannschaft, Bernd Schuster, zum Training eingeladen. Kaya saß bei den Spielen meist als Ersatz- oder Dritttorwart auf der Bank und kam zu keinem Einsatz. Sein Name wurde Ende der Saison 2010/11 mit dem spanischen Erstligisten FC Getafe in Verbindung gebracht, der Wechsel kam jedoch nicht zustande.
Zur Saison 2012/13 wurde er nach Denizlispor verliehen. Hier spielte er die ganze Saison über kein einziges Ligaspiel, sodass er sich zur Saison 2013/14 entschied, in die TFF 3. Lig zu Menemen Belediyespor wechseln, um unter anderem Spielpraxis zu sammeln.
Im Sommer 2014 wechselte er zum Zweitligisten Kayserispor. Bereits zur nächsten Rückrunde zog er zum Ligarivalen Manisaspor weiter.

### Nationalmannschaft
Kaya wurde zweimal in die türkische U-21-Nationalmannschaft berufen und kam dabei nicht zum Einsatz.

## Erfolge
Mit İstanbulspor
- Meister der TFF 2. Lig und Aufstieg in die TFF 1. Lig: 2016/17